# Фудзи Коити
Фудзи Коити (яп. 藤井較一; 24 сентября 1858 — 9 июля 1926) — адмирал Императорского флота Японии.

## Биография
Фудзи — старший сын самурая владения Окаяма (в настоящее время одноимённый город). Посещал седьмой класс императорской военно-морской академии, закончил седьмым из тридцати кадетов. Одним из его одноклассников был будущий премьер-министр Като Томосабуро.
В ноябре 1883 года Фудзи вступил в ряды флота в звании суб-лейтенанта, в декабре 1886 года произведён в звание лейтенанта. Служил младшим офицером на нескольких кораблях японского флота, в их числе корвет «Цукуба», фрегат «Фурияма», броненосец «Рую», корвет «Кацугари», крейсера «Такао» и «Чиода». С апреля по июль 1894 года он служил военным атташе в Италии.
В начале первой японо-китайской войны Фудзи служил в генеральном штабе флота, но потом получил назначение на захваченную у китайцев канонерку «Соко», канонерку «Осима» и корвет «Мусаси», на борту последнего был произведён в лейтенанты-командеры и в феврале 1895 года назначен старшим помощником командира.
После войны Фудзи был отправлен в Великобританию для наблюдения над строительством крейсера «Такасаго» и 1 декабря 1897 года повышен в звании до коммандера. В августе 1898 года он вернулся в Японию как старший офицер нового крейсера и вскоре был назначен на крейсер «Цзиюань», после чего 1 октября 1898 года возглавил канонерку «Токай», это было его первое командование. В июне 1899 года он стал капитаном крейсера «Сума» и в тот же год был произведён в звание капитана, после чего получил назначение на крейсер «Акицусима». С мая по декабрь 1900 года служил в штабе генерал-губернатора Тайваня, после чего небольшой период служил военным атташе в Берлине. С февраля 1901 по октябрь 1903 года он снова служил в военно-морском генеральном штабе.
15 октября 1903 года Фудзи вернулся на морскую службу как командир броненосного крейсера «Адзума». Он участвовал в различных боевых миссиях в первый год русско-японской войны, участвовал в преследовании крейсеров российской владивостокской эскадры после нападения на японские транспорты в Цусимском проливе и в сражении в Корейском проливе. В январе 1905 года он стал главой штаба второго флота и 2 ноября 1905 года был произведён в контр-адмиралы.
После войны Фудзи недолго служил главой штаба военно-морского округа Ёкосука, главой штаба первого флота, директором военно-морского арсенала Сасебо. 1 декабря 1909 года он был повышен в звании до вице-адмирала и стал заместителем начальника военно-морского генерального штаба. В 1913 году он стал командующим военно-морским округом Сасебо, в 1915 году — главой первого флота и военно-морского округа Йокосука. 1 декабря 1916 года он был произведён в полные адмиралы и стал военно-морским советником. В 1920 году он был переведён в резерв.